# Saison 2018 des Brewers de Milwaukee
La saison 2018 des Brewers de Milwaukee est la 50e saison en Ligue majeure de baseball pour cette franchise, sa 49e depuis son installation dans la ville de Milwaukee, et sa 21e depuis son passage de la Ligue américaine à la Ligue nationale.

## Saison régulière

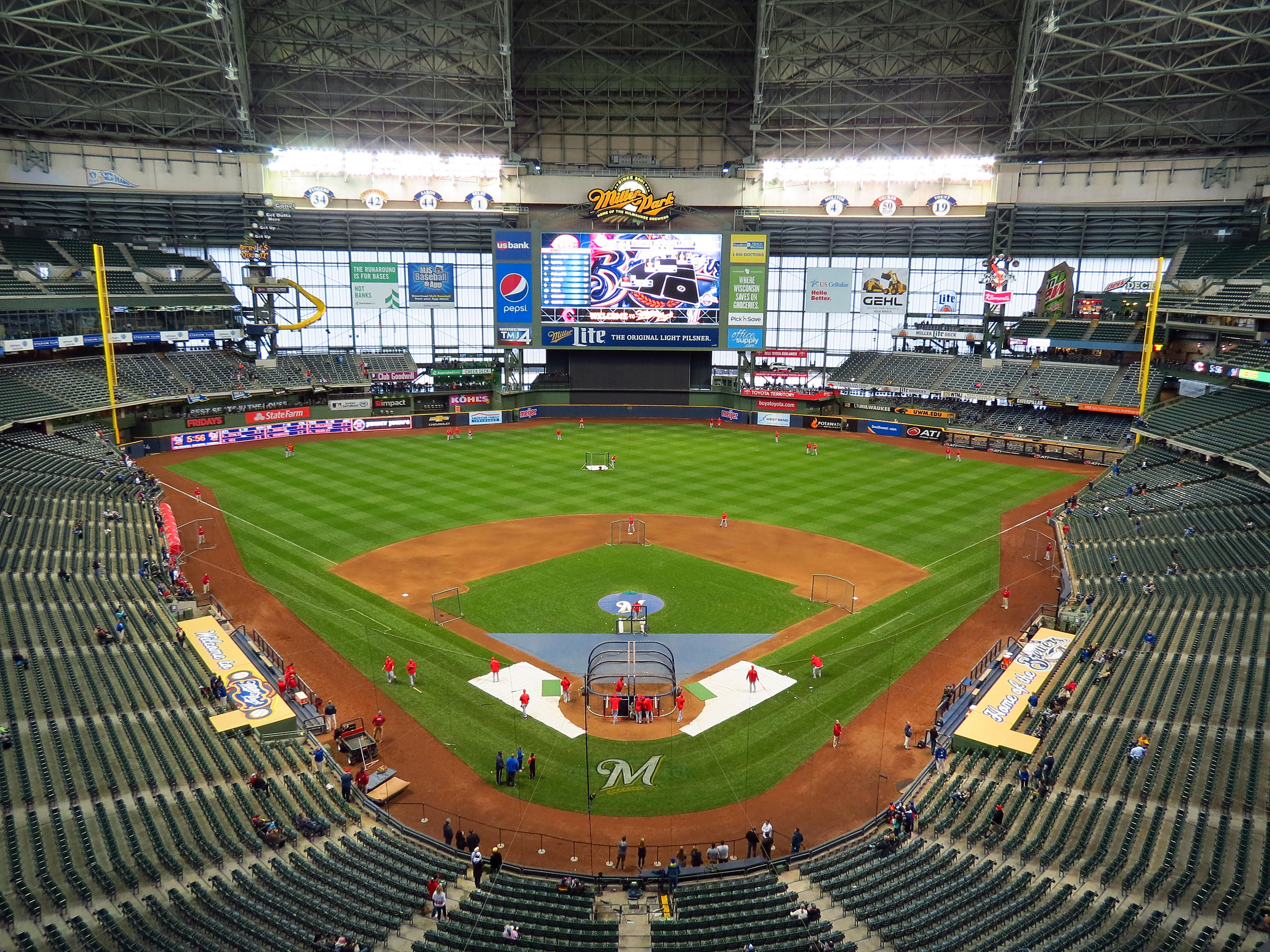
Le Miller Park, stade des Brewers pour la saison 2018.

La saison régulière de 162 matchs des Brewers débute le 29 mars par une visite aux Padres de San Diego et se termine le 30 septembre suivant. Le match local d'ouverture au Miller Park de Milwaukee est programmé pour le 2 avril face aux Cardinals de Saint-Louis.

### Classement
| Ligue nationale division Centrale | V  | D  | %    | Diff. | Diff. (élim.) |
| --------------------------------- | -- | -- | ---- | ----- | ------------- |
| Brewers de Milwaukee              | 96 | 67 | ,589 | -     | -             |
| Cubs de Chicago                   | 95 | 68 | ,583 | 1     | -             |
| Cardinals de Saint-Louis          | 88 | 74 | ,543 | 7.5   | -             |
| Pirates de Pittsburgh             | 82 | 79 | ,509 | 13    | -             |
| Reds de Cincinnati                | 67 | 95 | ,414 | 28.5  | -             |